# Ramiro Cabrera
Ramiro Cabrera González (Tacuarembó, 8 de febrero de 1988) es un ciclista uruguayo que compite por el equipo brasileño Clube DataRo de Ciclismo-Bottecchia.

## Biografía
Tras dos años de competencias departamentales, a los 16 años le surgió la posibilidad de viajar a Brasil. Compitió dos temporadas en junior y luego lo contrataron del Avaí F.C., una destacada institución de Florianópolis que alberga deportes olímpicos y que en ciclismo está entre las mejores diez de Brasil.
Defendiendo al Avaí, en 2009 ganó la Vuelta de Gravataí, carrera en la que fue líder durante todas las etapas. También participó en las 2 competiciones más importantes de su país (Rutas de América y Vuelta del Uruguay), ya que el equipo brasileño es asiduo participante de éstas carreras. En la Vuelta del Uruguay, Cabrera obtuvo el tercer lugar en 2008 y 2010, mientras que en Rutas de América fue 2.º en 2009.
En la temporada 2011 fue fichado por el equipo profesional colombiano Movistar Team Continental, creado para esa temporada y formado por ciclistas latinos para participar del UCI America Tour.
Tuvo su debut en el equipo, en la Vuelta a Antioquia y en junio, integró la nómina del equipo para la Vuelta a Colombia, competición que corrió por primera vez. El resto de la temporada continuó compitiendo en el calendario colombiano en carreras como la Vuelta a Boyacá, la Vuelta a Cundinamarca y la Clásica de Santander
En 2012 tuvo un calendario más internacional compitiendo la Vuelta al Táchira donde logró su mejor colocación en la 10.ª etapa (6.º) y en la Vuelta de su país, donde obtuvo la 9.ª posición en la clasificación general.   
A finales de 2012 y tras la reestructura del equipo Movistar, en 2013 Cabrera volvió a Brasil al fichar por el Funvic Brasilinvest-São José dos Campos donde estuvo sólo una temporada. En 2014 pasó al DataRo, donde ganó la Vuelta a Goiás y fue 3.º en la Vuelta a la Región del Maule en Chile.

## Palmarés
2008
- 1 etapa de Rutas de América

3.º en Campeonato Panamericano, Ruta, Sub-23, Montevideo- Uruguay
2009
- Vuelta de Gravataí, más 1 etapa

2010
- 2.º en el Campeonato Panamericano, Contrarreloj Individual, Sub-23
- 3.º en Campeonato Panamericano, Ruta, Sub-23

2015
- 2 etapas de la Vuelta de Paraná